# Radialní glie

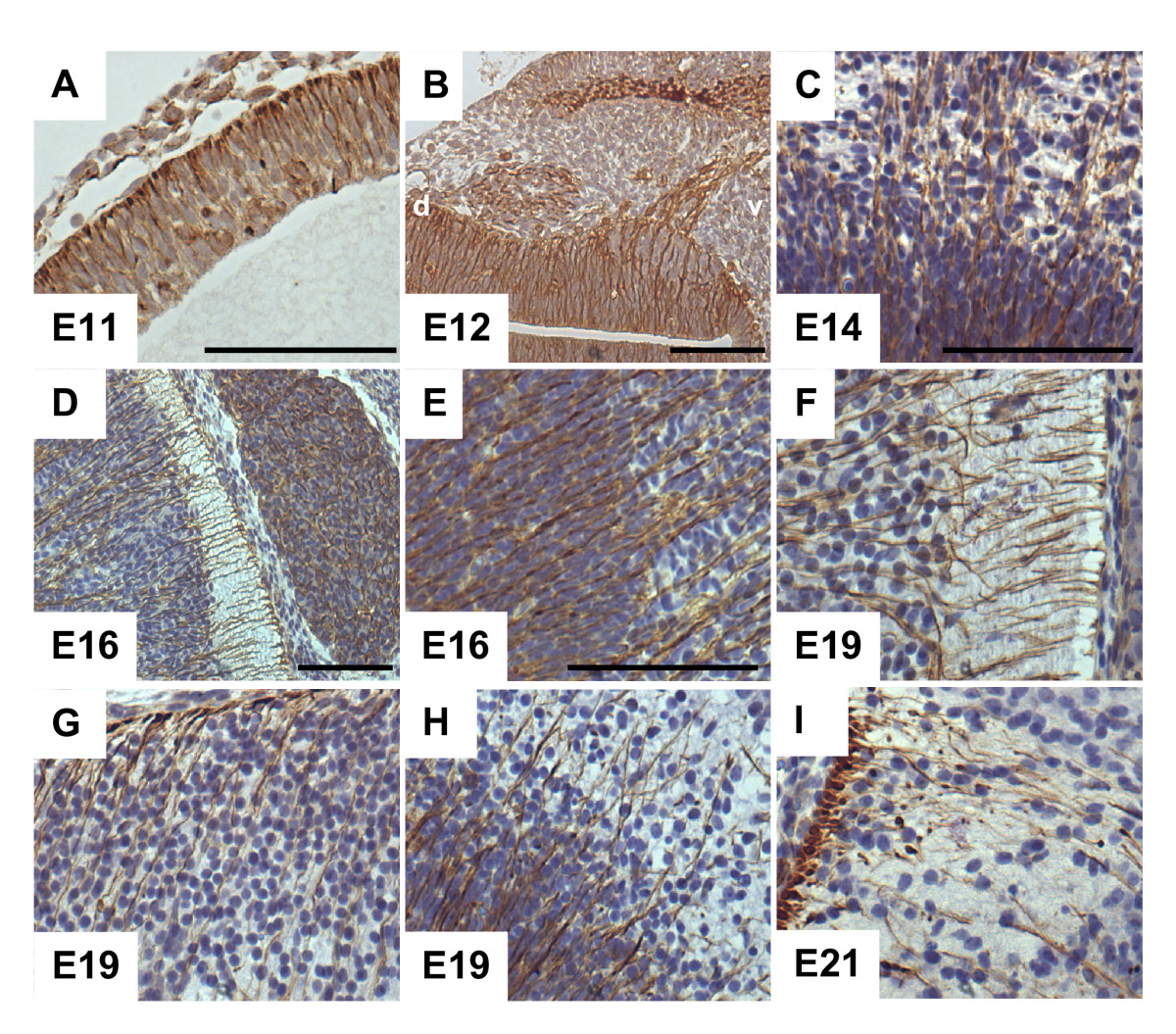
Radiální glie

Radialní glie jsou bipolární buňky, která zaplňují mozkovou kůru při vývoji centrální nervové soustavy. Při tomto vývoji se využívá radiálních buněk jako progenitora nových neuronů, astrocytů a oligodendrocytů a jako vodící skeletu pro transport do místa učení takové buňky. Na migraci neuronů se podílí neznámé transportní bílkoviny. Po ukončení migrace neuronů zanikají. Pojem radiální vychází z morfologické charakteristiky.